# Frank Mills
Pour les articles homonymes, voir Mills.
Frank Mills (né le 27 juin 1942 à Montréal, Québec, Canada), est un pianiste canadien, surtout connu pour son tube instrumental Music Box Dancer.

## Jeunesse
Mills est né à Montréal, Québec. Il a grandi à Verdun, Québec et a commencé à jouer du piano à l'âge de trois ans. Sa famille était musicienne et sa mère jouait aussi du piano et son père chantait du ténor. À l'âge de 17 ans, ses deux parents sont décédés d'un cancer.
Mills a fréquenté l'Université McGill pendant cinq ans[citation nécessaire] À McGill, il a d'abord étudié l'ingénierie, mais est finalement passé au département de musique[réf. nécessaire]. Il a diverti ses frères de fraternité Delta Upsilon avec des chansons de ragtime de Bob Dylan (un nouveau musicien à l'époque). Le piano de la fraternité avait des punaises sur tous les marteaux et produisait un son unique[citation nécessaire].

## Carrière
À la fin des années 1960, Mills est devenu membre de The Bells. Il quitte le groupe en 1971 juste avant qu'il n'obtienne un succès international avec le single "Stay Awhile".
Mills a travaillé comme pianiste pour CBC Television et a enregistré son premier album solo, Seven Of My Songs, qui a produit le single à succès "Love Me, Love Me Love". La chanson a fait ses débuts dans les charts canadiens en octobre 1971 et au début de l'année suivante a culminé à #1 on the Canadian charts, numéro 46 sur le Billboard Hot 100 et numéro 8 sur Billboard′s Easy Listening chart,. Sa reprise de 1972 de "Poor Little Fool" de Ricky Nelson a atteint le top 25 des charts canadiens, mais n'a atteint la 106e place qu'aux États-Unis. Mills a sorti un album en 1974 qui présentait "Music Box Dancer", mais ce n'était pas un succès au départ. Lorsqu'il a re-signé avec Polydor Records Canada en 1978, le label a sorti une nouvelle chanson en single, avec "Music Box Dancer" sur la B-side. Le single a été envoyé à des stations de radio easy listening au Canada, mais une copie a été envoyée par erreur à CFRA-AM, une station de pop à Ottawa . Le directeur du programme a joué la face A et n'a pas pu comprendre pourquoi il avait été envoyé à sa station, alors il a passé la face B pour voir si le disque n'était pas marqué par erreur. Il a aimé "Music Box Dancer" et l'a ajouté à la liste de lecture de sa station, transformant le disque en un succès canadien. Dave « 50 000 » Watts, une personnalité de la radio de la Ottawa Valley, a donné au record une longue diffusion sur la station. L'album est devenu disque d'or au Canada, ce qui a incité Polydor aux États-Unis à sortir l'album et le single.
À Nashville, le producteur de nouvelles Bob Parker à WNGE-TV a commencé à jouer la chanson sur le générique de clôture du journal télévisé. Les DJ de Nashville ont rapidement diffusé la chanson, et le single et l'album ont été des succès. Le single à un million de ventes (certifié Gold) a atteint le numéro 3 du Billboard Hot 100 au printemps 1979 ainsi que le numéro 4 du classement Billboard Easy Listening,, tandis que l'album a atteint le numéro 21 sur le palmarès des meilleurs albums  Billboard  et est également devenu or. Polydor a décerné un disque d'or à la chaîne de télévision WNGE pour avoir cassé le single aux États-Unis.
"Music Box Dancer" était le seul hit pop américain de Mills dans le Top 40. Une seconde pièce au piano, "Peter Piper", a culminé au numéro 48 du  Billboard  Hot 100 mais est devenu un hit du Top 10 du  Billboard  Adult Contemporary chart. Mills a réussi une dernière entrée dans le classement des adultes contemporains, "Happy Song", qui a culminé au numéro 41 au début de 1981.
Mills a remporté deux Prix Juno en 1980 pour "Peter Piper", un pour Compositeur de l'année et un pour Artiste instrumental de l'année. Il a de nouveau remporté dans cette dernière catégorie en 1981.
Il a continué à sortir des albums jusqu'au début des années 1990. En 2010, il a fait une tournée de Noël avec la chanteuse canadienne Rita MacNeil.[citation nécessaire] Mills et MacNeil ont de nouveau tourné en novembre-décembre 2012.[citation nécessaire]

## Apparitions au cinéma et à la télévision
"Music Box Dancer" était la chanson thème de l'émission documentaire télévisée locale d'une demi-heure de Los Angeles CBS "2 on the Town" de 1979 au début des années 1980.
"Music Box Dancer" a été entendu dans un épisode de Les Simpsons et dans les films Kill Bill. Il a été utilisé comme thème musical de l'émission de golf de la BBC2, Around with Alliss, et également comme piste populaire sur les transmissions du test commercial (testcard) de la BBC1. D'autres morceaux de Frank Mills, dont « From a Sidewalk Cafe », ont été utilisés sur BBC1 et BBC2 dans les années 1970 et 1980 pendant les tests, les ceefax et les intervalles entre les programmes.
À la fin des années 1970 et au début des années 1980, Mills a fait un certain nombre d'apparitions aux téléthons annuels Telemiracle diffusés à partir de Saskatoon et Regina, Saskatchewan.